# Leszczyniec (Góry Kamienne)
Leszczyniec (736 m n.p.m.) (niem. Haselberg) – góra graniczna w południowo-zachodniej Polsce i północnych Czechach, w Sudetach Środkowych, w Górach Kamiennych. Brak czeskiej nazwy góry. Czasami przenoszona jest nań nazwa Červená hora z pobliskiego szczytu, znajdującego się po czeskiej stronie.
Wzniesienie położone jest na polsko-czeskiej granicy państwowej, w Sudetach Środkowych, w Górach Kamiennych, w środkowej części pasma Gór Suchych (Javoří hory), na południowy zachód od miejscowości Bartnica; obszarowo w większej części wzniesienie jest po stronie Czech. Góra w kształcie stożka o stromych zboczach, z wyraźnie zaznaczonym, płaskim wierzchołkiem.
Jest to wzniesienie zbudowane ze skał wylewnych - porfirów kwarcowych (trachitów), należących do północno-wschodniego skrzydła niecki śródsudeckiej. Poniżej szczytu na południowo-wschodnim zboczu góry wyrobisko górnicze nieczynnego kamieniołomu trachitu.
Wzniesienie w całości porośnięte lasem świerkowym regla dolnego. Przez szczyt przechodzi granica państwowa z Czechami.
Cały masyw porośnięty lasami mieszanymi - świerkowo-bukowymi dolnego regla. Czeska, południowo-zachodnia część znajduje się w Obszarze Chronionego Krajobrazu Broumovsko.

## Turystyka
W pobliżu szczytu przechodzi szlak turystyczny:
- zielony – szlak graniczny prowadzący wzdłuż granicy z Tłumaczowa do Przełęczy Okraj
- Na szczycie znajduje się zabytkowy słup graniczny Trójpański Kamień, który wyznacza historyczne granice między Śląskiem, ziemią kłodzką a Czechami.

Po czeskiej stronie przez szczyt prowadzi:
- niebieski szlak z Meziměstí do Broumova.